# Румбурк
Румбурк (чеш. Rumburk) град је у Чешкој Републици, у оквиру историјске покрајине Бохемије. Румбурк је град управне јединице Устечки крај, у оквиру којег припада округу Дјечин.

## Географија
Румбурк се налази у крајње северном делу Чешке, на самој граници са Немачком, која окружује град са три стране. Заправо, Румбурк је најсеверније веће место у држави. Град је удаљен од 125 km северно од главног града Прага, а од оближњег Уста на Лаби 50 km североисточно.
Град Румбурк се налази у на прелазу између историјских области Бохемије и Лужице. Град се налази у долини реке Мандаве на приближно 380 m надморске висине. Јужно од града уздиже се планина Стожец.

## Историја
Подручје Румбурка било је насељено још у доба праисторије. Насеље под данашњим називом први пут се у писаним документима спомиње око 1298. године. У 13. веку у граду се насељавају Немци, који потепено постају претежно становништво. 1377. године насеље је добило градска права.
Године 1919. Румбурк је постао део новоосноване Чехословачке. 1938. године Румбурк, као насеље са немачком већином, је отцепљен од Чехословачке и припојено Трећем рајху у склопу Судетских области. После Другог светског рата месни Немци су се присилно иселили из града у матицу. У време комунизма град је нагло индустријализован. После осамостаљења Чешке дошло је до раста активности са отварањем граница и либерализацијом кретања становништва.

## Становништво
Румбурк данас има око 11.000 становника и последњих година број становника у граду расте. Поред Чеха у граду живе и Словаци и Роми.

## Галерија
- Градска кућа Румбурка
- Римокатоличка црква „Лорета“